# 任洧
任洧（1492年—？年），字清之，號汶涯，山東青州府蒙陰縣人，民籍，正月二十日生，行二，治《詩經》，明朝政治人物。

## 生平
由縣學生中式嘉靖七年（1528年）戊子科山東鄉試第二十三名舉人，年三十八歲中式嘉靖八年（1529年）己丑科會試第九十六名，第二甲第七十一名進士。官泰州知州。

## 家族
曾祖任復初；祖任睿；父任俊；母李氏。具慶下。兄溱，弟淵。